# Pourquoi-Pas-Gletscher
Der Pourquoi-Pas-Gletscher (französisch Glacier (du) Pourquoi Pas) ist ein 24 km langer und 6 km breiter Gletscher an der Clarie-Küste des ostantarktischen Wilkeslands. Er fließt von der kontinentalen Eiskappe in nordnordwestlicher Richtung und mündet 18 km westnordwestlich des Pourquoi Pas Point in Form einer Gletscherzunge in den Südlichen Ozean.
Luftaufnahmen der US-amerikanischen Operation Highjump (1946–1947) dienten französischen Kartografen für seine Kartierung. Die französische Commission de Toponymie des TAAF benannte ihn 1952 nach dem Forschungsschiff Pourquoi-Pas? (deutsch Warum nicht?) des französischen Polarforschers Jean-Baptiste Charcot.